# Хайнрих фон Близкастел
Хайнрих фон Близкастел (на немски: Heinrich von Blieskastel; * ок. 1180; † 13 декември 1237) е граф на Близкастел в Саарланд, Германия.
Той е син на граф Фолмар II фон Близкастел († 1223) и съпругата му Юта фон Саарбрюкен († пр. 1223), дъщеря на граф Симон I фон Саарбрюкен († сл. 1183) и Мехтилд фон Спонхайм (* ок. 1127).
Резиденцията на графовете на Близкастел е бившият замък Близкастел. Графовете на Близкастел измират през 1237 г. с Хайнрих фон Близкастел. Дъщеря му Елизабет фон Близкастел († 1273) подарява 1234 г. манастир Графентал. Замъкът и господството отиват на графовете фон Залм.

## Фамилия
Хайнрих фон Близкастел се жени пр. 1223 г. за Агнес фон Сайн (* пр. 1202; † 5 септември 1259/ пр. 7 август 1266), наследничка на брат си Хайнрих III фон Сайн († 1 януари 1247), дъщеря на граф Хайнрих II фон Сайн-Зафенберг († 1203) и Агнес фон Зафенберг († 1201). Те имат шест дъщери:
- Кунигунда фон Близкастел († 1265), омъжена за граф Енгелберт I фон Марк († 1277)
- Елизабет фон Близкастел († сл. 13 април 1273), омъжена I. пр. 26 март 1238 г. за граф Бертхолд I фон Зулц († 1253), II. сл. 26 март 1238 г. за Райналд фон Бич, граф на Близкастел († 1274), син на херцог Фридрих II от Лотарингия
- Аделхайд фон Близкастел († 1272), омъжена пр. 1238 г. за граф Готфрид III фон Арнсберг и Ритберг († 1284/1287)
- Мехтилд фон Близкастел († сл. 1258), омъжена за Фридрих I фон Бланкенхайм († сл. 1275)
- Лаурета фон Близкастел (* 1212; † септември 1269), омъжена I. пр. 1242 г. за фон Раполтщайн († пр. 1242), II. ок. 12 февруари 1242 г. за граф Хайнрих IV фон Горен Салм и Близкастел († 1292), внук на граф Хайнрих III Салм († 1246)
- Имагина фон Близкастел (* ок. 1233, † сл. 13 ноември 1267), омъжена за Герлах I фон Лимбург-Щаден († сл. 1289)